# Малая скуловая мышца
Малая скуловая мышца (лат. Musculus zygomaticus minor) начинается от передней поверхности скуловой кости. Медиальные пучки этой мышцы переплетаются с мышечными пучками круговой мышцы глаза. Мышца вплетается в кожу носогубной складки, которую углубляет при сокращении.

## Функция
Тянет верхнюю губу вверх и латерально, углубляя носогубную складку.